# Laurent Sourisseau

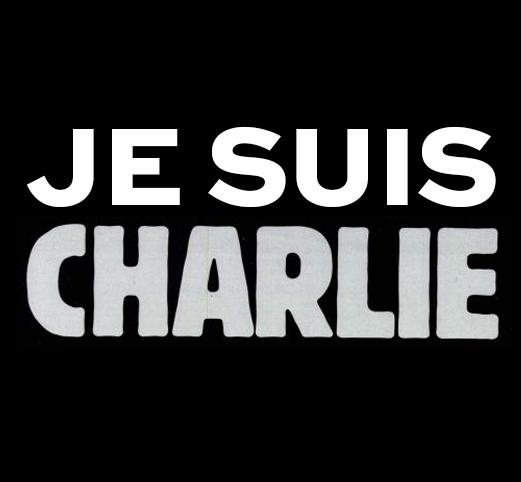
"Je suis Charlie", consigna de solidaritat amb les víctimes de l'atemptat del 7 de gener.

Laurent Sourisseau, també conegut pel pseudònim Riss, (Melun, 20 de setembre de 1966) és un historietista i caricaturista francès. Va ser ferit durant l'atemptat a la seu del Charlie Hebdo de gener de 2015. Autodidacta, comença a publicar dibuixos en 1991, sent un dels dibuixants que participaria en la refundació de Charlie Hebdo en 1992, on es dedica a fer acudits d'actualitat política. Ha col·laborat a revistes satíriques com Charlie Hebdo i a L'Écho des savanes.